# Andreas Dober
Andreas Dober (* 31. März 1986 in Wien) ist ein österreichischer Fußballspieler auf der Position des Verteidigers.

## Karriere
Zu Beginn seiner Karriere spielte Andreas Dober beim zweitklassigen SCR Altach und bei der Amateurmannschaft des SK Rapid Wien. Von dort schaffte er den Sprung in die Kampfmannschaft von Rapid im Jahr 2004. Seine bisher größten Erfolge feierte der Verteidiger bei Rapid mit dem zweifachen Gewinn der österreichischen Meisterschaft in der Saison 2004/05 & 2007/08 und dem Einzug in die Hauptrunde der UEFA Champions League 2005/06. In der Champions-League-Qualifikation im Rückspiel gegen Lokomotive Moskau lieferte er eines der besten Spiele ab und hatte so einen wesentlichen Anteil an Rapids Aufstieg in die europäische Königsklasse.
2007 trainierte er für eine Woche beim deutschen Zweitligisten FC Erzgebirge Aue mit, entschied sich jedoch, bei Rapid zu bleiben. 2008 konnte er mit den Hütteldorfern den österreichischen Meistertitel gewinnen.
Sein Länderspieldebüt gab Andreas Dober in der österreichischen Nationalmannschaft gegen England am 8. Oktober 2005. Er gehörte zum erweiterten Kader von Österreich zur Europameisterschaft 2008 im eigenen Land, wurde jedoch von Josef Hickersberger knapp vor der EM aus dem Kader gestrichen.
Sein auslaufender Vertrag wurde nach der Saison 2010/11 seitens des Vereins nicht mehr verlängert. Erst im Herbst 2011 fand er mit dem TSV Hartberg einen neuen Verein. Dober unterschrieb am 10. Oktober 2011 einen Vertrag bis Sommer 2012. Sein erstes Spiel für den TSV Hartberg bestritt Andreas Dober am 14. Oktober 2011 in der zweithöchsten Spielstufe gegen den LASK Linz. Das Spiel endete mit einer 0:2-Heimniederlage für Hartberg.
Nachdem er zuletzt beim First Vienna FC in der Ersten Liga, der zweithöchsten österreichischen Spielklasse spielte, war er ab Juli 2013 vertragslos. Am 19. September 2013 wurde Dober vom SKN St. Pölten unter Vertrag genommen.
Im Sommer 2014 wechselt Andreas Dober nach Zypern zu Ethnikos Achnas, aber nach nur einem halben Jahr wechselt Andreas Dober im Jänner 2015 wieder zurück zum SKN St. Pölten. 2016 konnte er mit dem SKN St. Pölten in die Bundesliga aufsteigen.
Im Jänner 2017 kehrte er zu Rapid Wien zurück, wo er sich der Amateurmannschaft anschloss, bei der er einen bis Juni 2018 gültigen Vertrag erhielt.
Im Mai 2017 spielte er schließlich auch erstmals wieder für die Profis von Rapid, als er am 36. Spieltag der Saison 2016/17 gegen den SKN St. Pölten in der Startelf stand.
Zur Saison 2018/19 wechselte er zum Zweitligisten WSG Wattens. Nach dem Aufstieg von Wattens in die Bundesliga beendete er nach der Saison 2018/19 seine Karriere als Profi und wechselte zum viertklassigen ASV Siegendorf.
2021 wechselte er zum SV Absdorf in die niederösterreichische Gebietsliga, beruflich ist er bei der Spieleragentur von Max Hagmayr als Berater tätig.

## Erfolge
- Österreichischer Meister: 2005, 2008
- Österreichischer Zweitliga-Meister: 2016, 2019
- Teilnahme an der UEFA Champions League: 2005
- 3 Spiele für die österreichische Nationalmannschaft seit 2005